# Ulrike Weichelt
Ulrike Weichelt (Dresde, 25 de febrero de 1977) es una deportista alemana que compitió en ciclismo en la modalidad de pista. Ganó una medalla de bronce en el Campeonato Mundial de Ciclismo en Pista de 1999, en la prueba de 500 m contrarreloj.
Participó en los Juegos Olímpicos de Sídney 2000, ocupando el sexto lugar en la prueba de 500 m contrarreloj.

## Medallero internacional
| Campeonato Mundial | Campeonato Mundial | Campeonato Mundial | Campeonato Mundial |
| Año                | Lugar              | Medalla            | Competición        |
| ------------------ | ------------------ | ------------------ | ------------------ |
| 1999               | Berlín (Alemania)  | Medalla de bronce  | 500 m contrarreloj |